# Busto del Padre Vinjoy

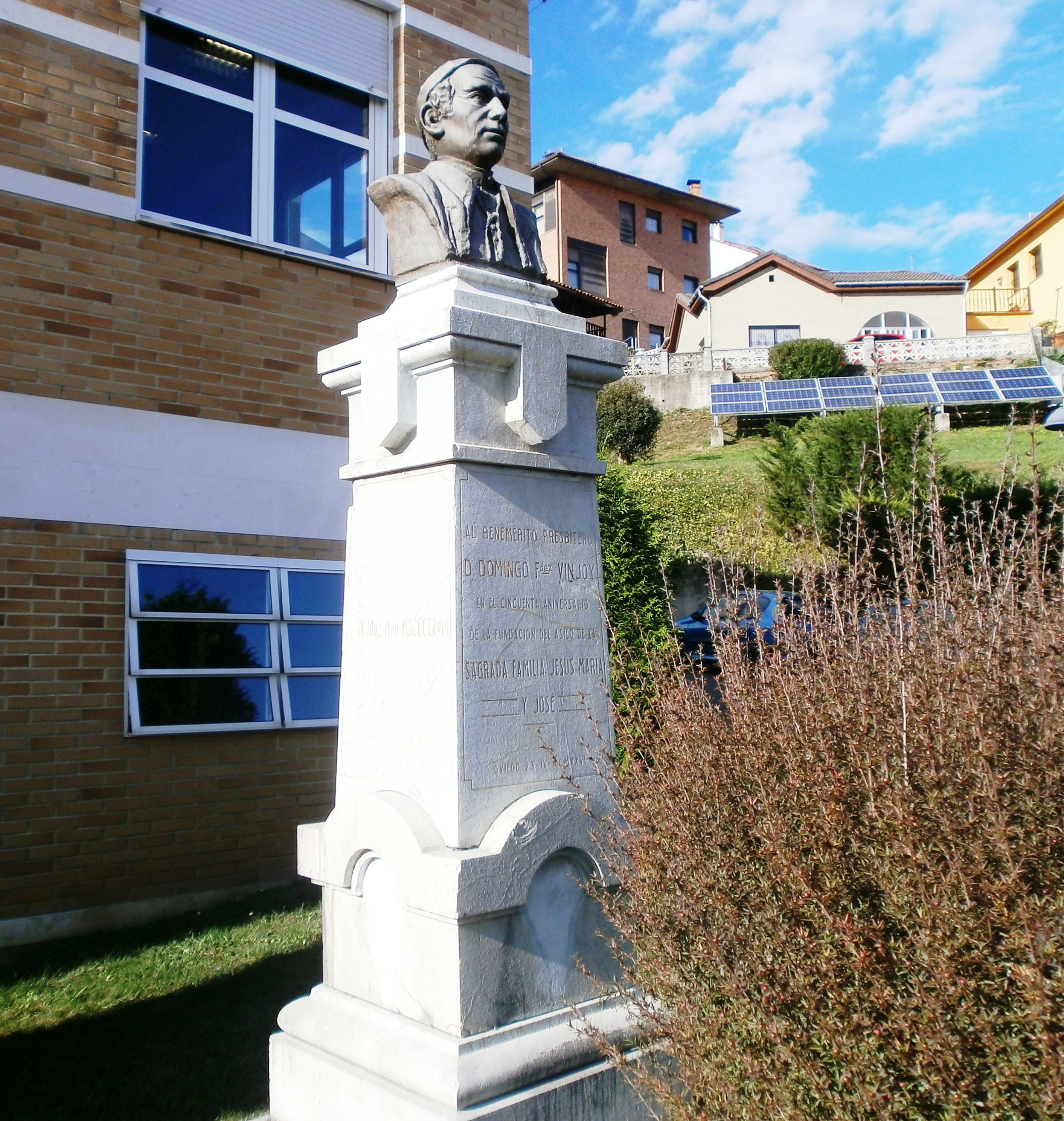
Busto del Padre Vinjoy

La escultura urbana conocida por el nombre Busto del Padre Vinjoy, ubicada en la avenida Monumentos (Naranco), en la ciudad de Oviedo, Principado de Asturias, España, es una de las más de un centenar que adornan las calles de la mencionada ciudad española.
El paisaje urbano de esta ciudad,  se ve adornado por  obras escultóricas, generalmente monumentos conmemorativos dedicados a personajes de especial relevancia en un primer momento, y más puramente artísticas desde finales del siglo XX.
La escultura, hecha en bronce, es obra de Covadonga Romero Rodríguez, y está datada en 1950.
Su colocación era el fruto del deseo del Ayuntamiento de Oviedo de rendir un homenaje a la figura de Domingo Fernández Vinjoy (Castropol 1828,Oviedo 1897),  por lo que se decidió ubicar, en septiembre del año 1950, un busto del mismo en la puerta del edificio donde se encontraba la Fundación creada por el Padre Vinjoy, que fue sacristán mayor de la Catedral, y  fundador de un asilo de huérfanos, trasladado a principios del siglo XX al edificio del Cristo. En el año 2000, fue trasladado como las instalaciones del  asilo a la Avenida de los Monumentos, junto al Monte Naranco.